# Behind the Screen
Behind the Screen és una pel·lícula muda de la Mutual Studios escrita i dirigida per Charles Chaplin (conjuntament amb Edward Brewer) i protagonitzada per ell mateix, Eric Campbell i Edna Purviance. Es va estrena el 13 de novembre de 1916.

## Argument
L'acció es desenvolupa en un estudi de cinema on David és l'ajudant mal considerat i sobrecarregat de feina de Goliath l'encarregat dels decorats que és incapaç de fer res. Un dia arriba una noia a l'estudi esperant esdevenir una actriu però ràpidament és rebutjada. Poc després, la majoria de treballadors del set decideixen anar a la vaga perquè no els deixen l'estona de descans després del dinar. La noia ho aprofita per disfressar-se de noi i oferir-se a treballar en els decorats i es acceptada per lo que s'ajunta amb David i Goliath que són els únics que han refusat adherir-se a la vaga. Després de diverses peripècies, David descobreix que el nou ajudant és una noia i li fa un petó, el qual és mal interpretat per Goliath. Posteriorment, David i Goliath substitueixen uns actors en una escena de slapstick i acaben sembrant el caos per l'estudi en una guerra de pastissos. Més tard, els vaguistes pretenen volar l'estudi amb dinamita però la noia s'assabenta dels seus plans i intenta impedir-ho. David la salva dels malvats però l'estudi queda completament destrossat. Al final, la parella es fa un altre petó.

## Repartiment
- Charlie Chaplin (David, ajudant de Goliath)
- Edna Purviance (la noia)
- Eric Campbell (Goliath, encarregat d'Atrezzo)
- Henry Bergman (director de la pel·lícula històrica)
- Lloyd Bacon[3]
- Albert Austin
- John Rand
- Leo White
- Frank J. Coleman
- Charlotte Mineau
- Leota Bryan
- Wesley Ruggles
- Tom Wood
- James T. Kelly